# Opisthoxia bolivari
Opisthoxia bolivari är en fjärilsart som beskrevs av Charles Oberthür 1916. Opisthoxia bolivari ingår i släktet Opisthoxia och familjen mätare. Inga underarter finns listade i Catalogue of Life.